# Balmaceda picta
Balmaceda picta is een spinnensoort uit de familie van de springspinnen (Salticidae).
De wetenschappelijke naam van de soort werd in 1894 gepubliceerd door George en Elizabeth Peckham.